# 韓國城

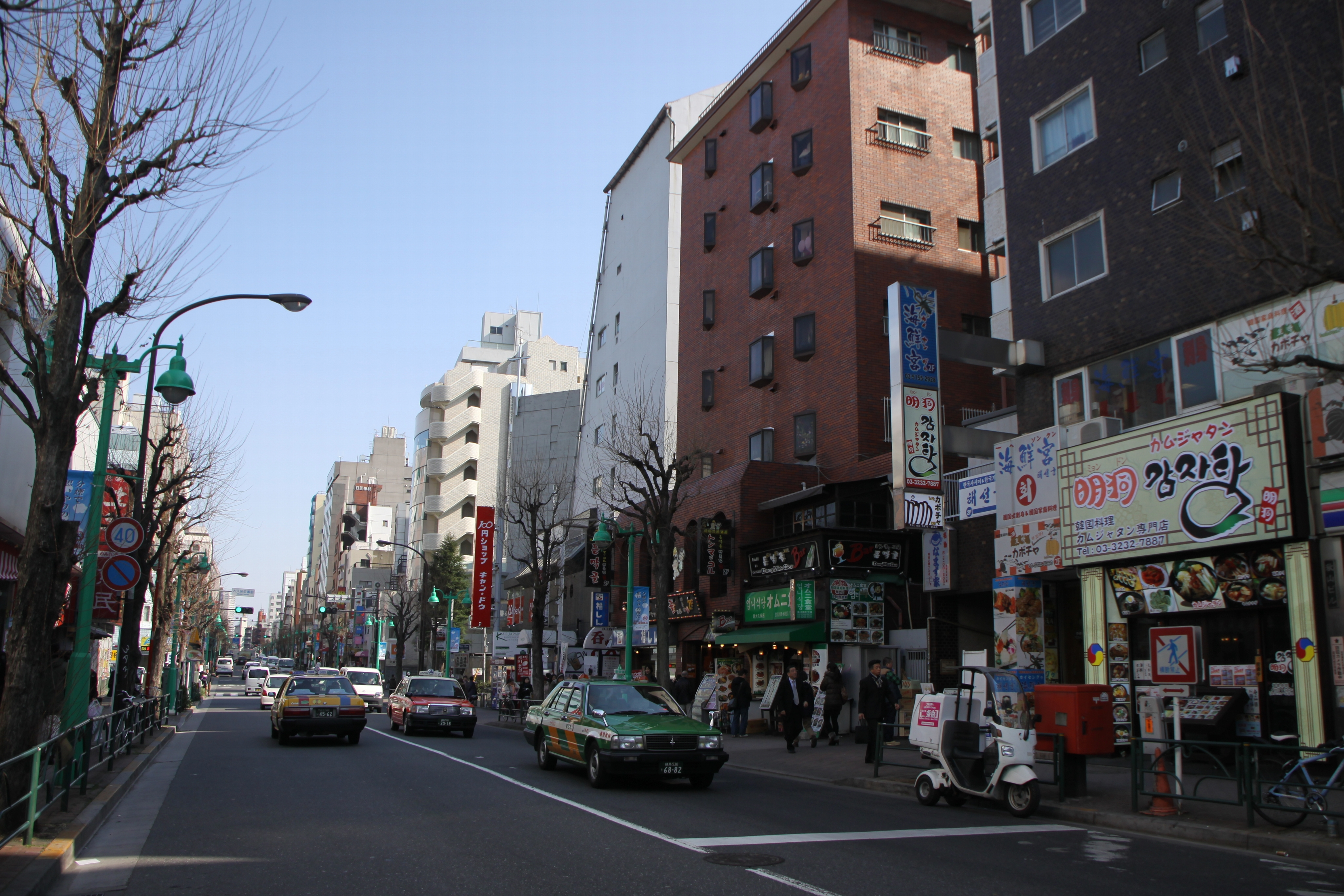
日本東京大久保的韓國街

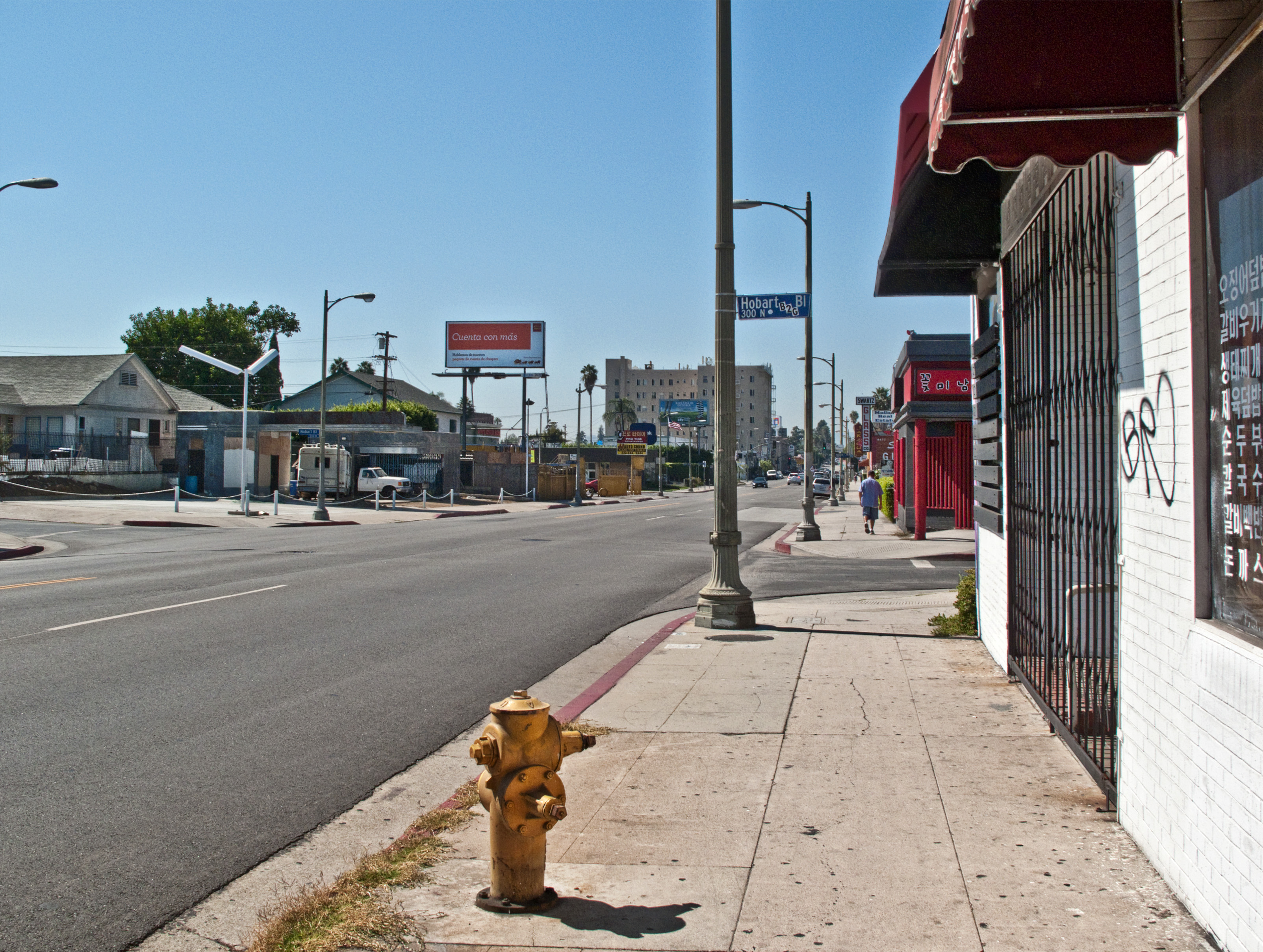
美國洛杉磯的韓國街

韓國城（韓語：코리아타운），又称韓國街，是指在朝鮮半島之外，有大量韓僑集中生活的地區。

## 主要的韓國街

### 加拿大
- 多伦多: 韓國城 (多倫多)（英语：Koreatown, Toronto）

### 美國
- 加州洛杉磯：韩国城 (洛杉矶)
- 紐約曼哈頓：韓國城 (曼哈頓)（英语：Koreatown, Manhattan）

### 中國大陸

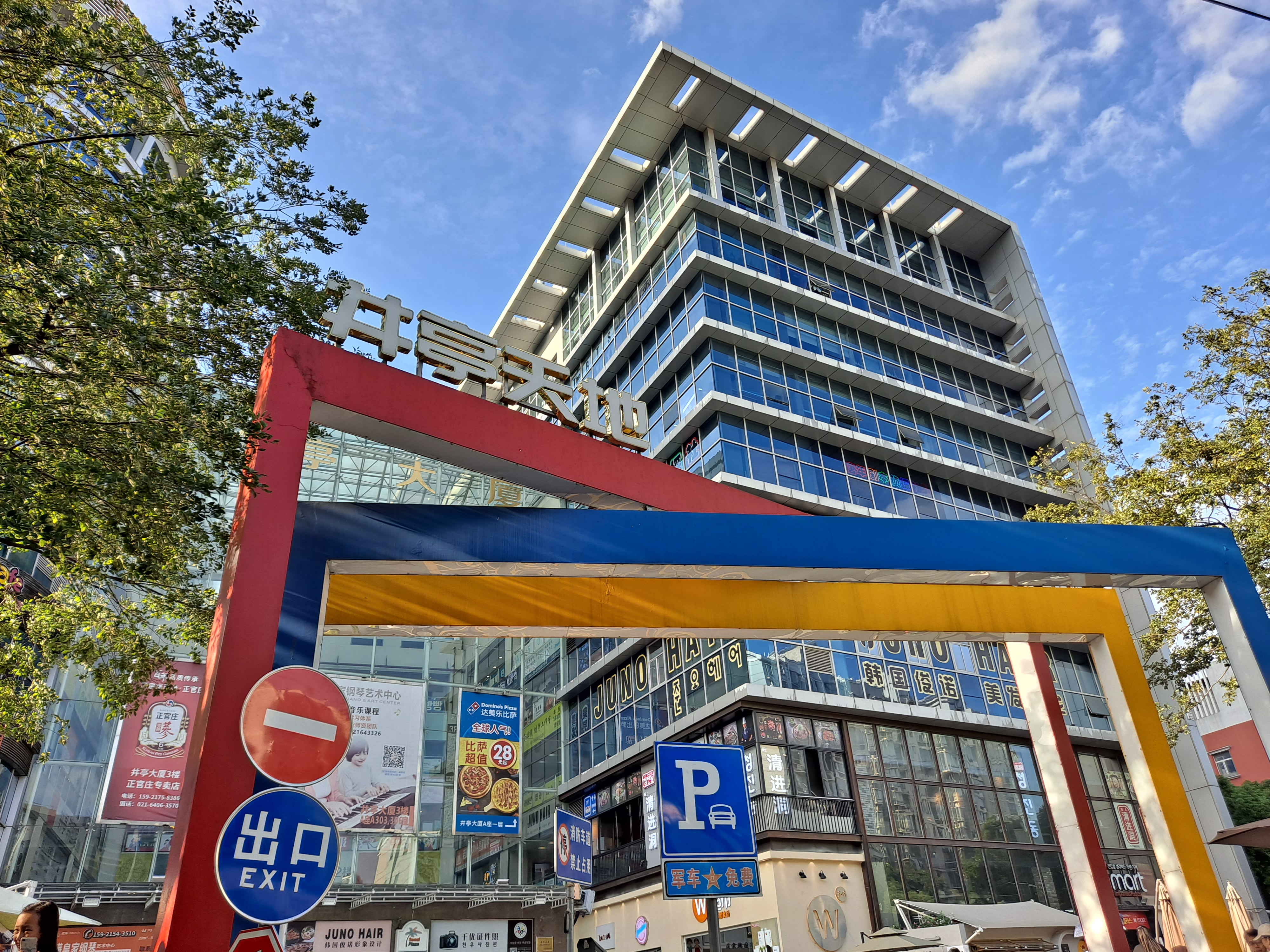
上海井亭大厦周边的韩国城

此列表不包含中國朝鮮族聚居地。
- 北京市：五道口、望京
- 沈阳市：西塔
- 广州市：远景路（英语：Korean Street Guangzhou）
- 青岛市：市北区、市南区、李沧区、城阳区[來源請求]
- 上海市：闵行区虹桥上海韩国街

### 香港
- 九龍區：尖沙咀（金巴利街）

### 臺灣
- 新北市永和區：中興街

### 日本
- 東京都新宿區：大久保、百人町
- 東京都台東區：東上野韓國街
- 大阪府生野區：生野韓國街（日语：生野コリアタウン）

### 新加坡
- 武吉知马、丹戎巴葛（Tanjong Pagar）

## 外部連結
- 生野韓國街 （页面存档备份，存于）
- 東上野韓國街 （页面存档备份，存于）
- 職安通、新大久保韓國街 （页面存档备份，存于）